# رونالد بولسون
رونالد بولسون (بالإنجليزية: Ronald Paulson)‏ هو كاتب أمريكي، ولد في 27 مايو 1930 في بوتينو في الولايات المتحدة.